# Исагалиев, Арман Кайратович
Арман Кайратович Исагалиев (каз. Арман Қайратұлы Исағалиев; род. 13 сентября 1972, Алма-Ата, Казахская ССР) — казахстанский государственный деятель, дипломат. Чрезвычайный и Полномочный Посол.

## Биография
Родился в 1972 году в семье дипломатов. Окончил факультет востоковедения КазНУ имени аль-Фараби.
1994—1995 гг. — преподаватель КазНУ имени аль-Фараби.
1995—1999 гг. — научный сотрудник Института востоковедения при Академии наук Республики Казахстан.
2000—2004 гг. — первый секретарь посольства Казахстана в Египте.
2008—2010 гг. — советник посольства Казахстана в Саудовской Аравии.
2010—2014 гг. — заведующий сектором Центра внешней политики Администрации Президента Республики Казахстан.
2014—2017 гг. — генеральный консул Казахстана в Дубае и ОАЭ.
2017—2020 гг. — Чрезвычайный и Полномочный Посол Республики Казахстан в Арабской Республике Египет, в 2019—2020 гг. — в Алжирской Народно-Демократической Республике, Республике Тунис по совместительству.
С сентября 2020 года — Чрезвычайный и Полномочный Посол Республики Казахстан в Государстве Катар.

## Семья
Отец — Кайрат Исагалиев, заслуженный работник дипломатической службы Республики Казахстан, профессор.